# Adolf Greilich
Adolf Greilich (* 29. Dezember 1871 in Alexandrow bei Lodz; † 15. November 1922 in Obernigk in Schlesien) war ein deutscher Fabrikant und Politiker.

## Leben
Nach der Lehre in der ältesten örtlichen Strumpffabrik von Poranski (ehem. Laube), begründete Greilich 1893 mit einer einzigen Strumpfmaschine eine eigene Strumpfwirkerei in Alexandrow. Im Laufe der Zeit wurde die Firma „AGA – Adolf Greilich Alexandrow“ die größte Strumpffabrik am Ort, zudem die erste mechanisch betriebene, die erste, die 1926 moderne flache Feinstrumpfmaschinen einsetzte, sie erhielt verschiedenste Preise und Auszeichnungen, war Hoflieferant des russischen Zaren in Sankt Petersburg und unterhielt Agenten dort sowie in Moskau, Tomsk, Riga, Charkow, Rostow, Kiew und Odessa. Adolf Greilich war von 1914 bis 1918 Bürgermeister von Alexandrow.

## Firmengeschichte
Nach dem Tod von Adolf Greilich übernahmen dessen Söhne die Firma und führten diese als „Adolf Greilichs Erben“ weiter. In den 1930er Jahren wurde das Unternehmen mit über 300 Mitarbeitern zum größten Strumpflieferanten in Schlesien. Die meisten kleineren Alexandrower Strumpffabriken, aber auch die größeren wie Hauk & Frey (ehem. Poranski) und Rudolf Schulz, waren in dieser Zeit als Lohnbetriebe der Firma Greilichs tätig.
Nach dem Zweiten Weltkrieg wurde die Fabrikation, zunächst mit einer 1946 bei Wilhelm Rebmann in Lauffen am Neckar geliehenen Strumpfmaschine, als „Mechanische Strumpffabrik Greilich OHG“ im Raum Nürnberg neu aufgenommen und bis in die 1960er Jahre fortgeführt. Zu bemerken ist, dass gegen Ende des 19. Jahrhunderts z. B. der jüdische Maler und Bildhauer Henryk Glicenstein in Adolf Greilichs Fabrik arbeitete.